# Victor B. Strand
Victor Bekmand Strand, född 12 december 1898 i Randers, död 16 september 1983 i Gentofte, var en dansk affärsman.
Strand uppgång började 23 år gammal som delägare i Valdemar Törsleff & Co tillsammans med grundaren Valdemar Törsleff. 1940 blev han efter Valdemar Törsleffs bortgång ensam ägare. Bolaget importerade teer, kakao och kryddor och tillverkade hushållsartiklar och bagerivaror. 1942 köpte Strand den danska godis- och chokladtillverkaren Toms.

## Utmärkelser
- Kommendör av Dannebrogorden,  1967[2]

[Redigera Wikidata]